# Guarani paraguayen
Le guarani paraguayen (ou avañe'e) est une langue tupi-guarani parlée au Paraguay.

## Statut légal
Le guarani paraguayen est reconnu en 2010 comme langue nationale par l'article 3 de la loi no 4251 sur les langues,.
1 (National). Statutory national language (2010, No. 4251, Language Law, Article 3).

## Dialecte
Le jopará (es) (ou yopará) est un dialecte du guarani paraguayen qui possède des mots empruntés à l'espagnol. Il est utilisé par 90 % de la population de la région d'Asuncion.

## Similarité lexicale
Le guarani paraguayen possède une similarité lexicale de 80 % avec le chiriguano et de 75 % avec le guarani mbyá (en).

## Utilisation
Cette langue est parlée par environ 4 650 000 personnes au Paraguay en 1995 et par environ 4 850 000 personnes au total dans le monde, dont environ 2,5 millions sont monolingues. 52 % des Paraguayens ruraux sont bilingues en guarani et 60 % de ses locuteurs sont bilingues avec l'espagnol, principalement dans les zones urbaines. Il est utilisé par des personnes de tous âges, à la maison, avec les amis ou à l'église, également de façon mixte au travail ou à l'école, où il est largement utilisé dans les écoles primaires et secondaires en l'éducation bilingue. Ses utilisations sont multiples, dans les journaux, à la télévision, dans des films et de vidéos, dans la littérature et la poésie, etc. Il existe des dictionnaires et des ouvrages de grammaire et une édition de la Bible en guarani paraguayen a été éditée en 1997.